# Asplenium carvalhoanum
Asplenium carvalhoanum là một loài dương xỉ trong họ Aspleniaceae. Loài này được Herrero, Aedo, Velayos & Viane mô tả khoa học đầu tiên năm 2001.
Danh pháp khoa học của loài này chưa được làm sáng tỏ. 